# بوریس و روفوس
بوریس و روفوس (پرتغالی: Boris e Rufus) یک مجموعه تلویزیونی پویانمایی ماجراجویی برزیلی است که توسط فلیپه کارگنین و الیزا بااش برای شبکه دیزنی اکس‌دی در ۲ ژانویه ۲۰۱۸ در برزیل و ۲ آوریل ساخته شده‌.
این کارتون در کاتالوگ اس‌بی‌تی ویدئوز، آمازون پرایم، و لوک قرار دارد.
این کارتون همچنین توسط کانال تی‌وی‌ کولتورا در ۴ ژوئن ۲۰۱۸ پخش می شود.

## شخصیت‌ها
- بوریس (صداگذاری شده توسط: پیر بیتنکور) یک سگ بدخلق با لکه‌های نارنجی.
- روفوس (صداگذاری شده توسط: کایو گوارنیری) یک راسوی اهلی نارنجی برانگیخته که دوست بوریس است. او دوست دارد سگ باشد. او یک قلاده سبز می پوشد.
- لئوپولدو (صداگذاری شده توسط: جوئل ویرا) یک گربه خاکستری چاق متکبر که اینترنت معروف است. او یک پاپیون سرخ دارد.
- یوکو (صداگذاری شده توسط: مارینا سانتانا) یک ماهی سرخ با لکه‌های سفید. او می‌خواهد با بوریس ازدواج کند.
- انزو یک پسر که عاشق جنیفر است.
- جنیفر یک دختر که مالک لئوپولدو است.